# Милвил (Јута)
Милвил (енгл. Millville) град је у америчкој савезној држави Јута.

## Демографија
По попису из 2010. године број становника је 1.829, што је 322 (21,4%) становника више него 2000. године.
| Група             | 2000.         | 2010.         |
| Белци             | 1.451 (96,3%) | 1.672 (91,4%) |
| Афроамериканци    | 0 (0,0%)      | 5 (0,3%)      |
| Азијати           | 5 (0,3%)      | 10 (0,5%)     |
| Хиспаноамериканци | 32 (2,1%)     | 104 (5,7%)    |
| Укупно            | 1.507         | 1.829         |